# آندرس پارا

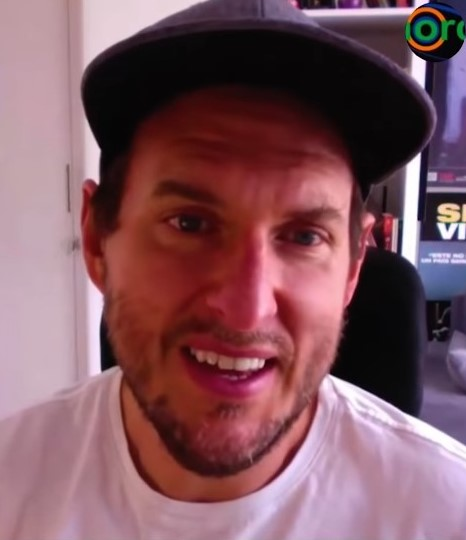
آندرس پارا سال ۲۰۲۰

آندرس پارا (انگلیسی: Andrés Parra؛ زادهٔ ۱۸ سپتامبر ۱۹۷۷) یک بازیگر اهل کلمبیا است.
از فیلم‌ها یا برنامه‌های تلویزیونی که وی در آن نقش داشته‌است، می‌توان به پابلو اسکوبار، سلطان مواد و بازندگان قهرمان اشاره کرد.